# Thomas Brackett Reed
Thomas Brackett Reed, född 18 oktober 1839 i Portland, Maine, död 7 december 1902 i Washington DC, var en amerikansk republikansk politiker. Han var talman i USA:s representanthus 1889-1891 och 1895-1899. Reed var en av de ledande republikanerna i slutet av 1800-talet och kallades av motståndarna "Czar Reed".
Han var justitieminister i delstaten Maine (Maine Attorney General) 1870-1872 och ledamot av USA:s representanthus 1877-1899. Han var motståndare till Spansk-amerikanska kriget. Reed stödde USA:s president William McKinley så länge presidenten ville undvika kriget men var emot presidentens beslut att ändra åsikt i frågan.